# Hélène Gonthier
Pour les articles homonymes, voir Gonthier.
Marie Hélène Gonthier est une pianiste, compositrice et professeure de musique française née le 3 septembre 1865 à Paris et morte dans la même ville le 23 février 1893.

## Biographie
Née au sein d'une famille à la fibre musicale (son père est facteur de piano et sa mère est musicienne), elle entre jeune au Conservatoire national de musique et de déclamation à Paris et obtient dès 1877 une première médaille de solfège, ainsi qu'une première médaille de piano préparatoire en 1881.
Elle réalise ensuite un parcours complet au sein de l'établissement, en étant l'élève d'Auguste Bazille pour l'accompagnement (1er prix en 1883), de Charles Lenepveu pour l'harmonie (1er prix en 1885), d'Alphonse Duvernoy pour le piano (2e accessit en 1885), et d'Ernest Guiraud pour la composition (1er prix de contrepoint et fugue en 1888, à l'unanimité et avec les félicitations du jury). À ce propos le journal musical Le Ménestrel écrit en 1888 : « Un fait fort rare vient de se produire au Conservatoire, qui prouve suffisamment que les femmes sont aussi aptes que les hommes à s'assimiler les préceptes de la plus haute culture musicale. Le premier prix de contrepoint et fugue a été remporté par une jeune personne, Mlle Gonthier, et le premier prix d'orgue et improvisation par Mlle Boulay. »
Hélène Gonthier et Joséphine Boulay se partagent cette année-là le prix du legs Nicodami au Conservatoire, récompensant des élèves méritants.
À l'issue de sa scolarité, elle devient professeur de musique et est nommée officier d'académie dans l'ordre des Palmes académiques en 1889.
Elle meurt brutalement à son domicile de la rue de Grenelle à Paris le 23 février 1893 et est inhumée le 25 février, âgée de 27 ans.
Comme compositrice, elle est l'auteure de quelques pièces de piano, d'orgue, d'un morceau pour violon et piano et de deux mélodies.

## Œuvres
Outre ses travaux d'étudiante au Conservatoire (ont par exemple été publiées ses réalisations en harmonie d'une basse donnée et d'un chant donné), sont conservées à la Bibliothèque nationale de France :
- Gavotte pour piano[12] ;
- Barcarolle pour piano[13] ;
- Castillane, caprice pour piano[14] ;
- Air de ballet pour piano[15] ;
- Menuet-Caprice pour piano[16] ;
- Intermezzo pour violon et piano[17] ;
- Trois Préludes et Fugues pour grand orgue[18] ;
- Scènes printanières pour piano[19] ;
- Tous les deux, duo pour soprano et ténor avec piano, poésie d'Édouard Guinand[20] ;
- Aubade, mélodie pour chant et piano, paroles d'Achille Paysant[21].

## Distinctions
- Chevalier de l'ordre des Palmes académiques (Officier d'académie), 1889

## Iconographie
- Portrait de Mademoiselle Hélène Gonthier, par Jacques Clément Wagrez, 1890, 119 × 90 cm, Dijon, musée des Beaux-Arts[22]